# Brian Cutler
Brian Cutler né le 18 mai 1945 à Los Angeles, en Californie est un acteur, scénariste, producteur et réalisateur
américain.
Il est essentiellement connu pour son rôle de Rick Mason dans la série Isis.

## Séries télévisées
- 1965 : The Long, Hot Summer (en) : Mitch Taney
- 1970 : The Young Lawyers : John O'Brien
- 1971 : Cannon : rôle sans nom
- 1974 : Here's Lucy : Brian
- 1974-1975 : Emergency! : Docteur Tom Dwyer
- 1975 : Three for the Road : rôle sans nom
- 1975-1976 : Isis : Rick Mason
- 1976 : Super Jaimie (The Bionic Woman) : Major Don Mills
- 1976 : Drôles de dames (Charlie's Angels) : Adjoint Dan Winston
- 1978 : L'Île fantastique (Fantasy Island) : Barry
- 1978 : The Hardy Boys/Nancy Drew Mysteries : Capitaine Stevens
- 1978 : L'Incroyable Hulk (The Incredible Hulk) : Brad
- 1980 : The Misadventures of Sheriff Lobo : Dave Beeman
- 1981 : Mork and Mindy : un policier
- 1982 : Quincy (Quincy, M.D.) : Fred
- 1982-1983 : K 2000 (Knight Rider) : directeur de bar / Dobie
- 1983 : L'Homme qui tombe à pic (The Fall Guy) : Grant